# São Tomé (đảo)
São Tomé, với 854 km2 (330 dặm vuông Anh), là hòn đảo lớn nhất của đảo quốc São Tomé và Príncipe và vào năm 2009, đây là nơi sinh sống của khoảng 157.000 người hay 96% dân số cả nước. Hòn đảo này và các đảo nhỏ lân cận tạo thành tỉnh São Tomé, được phân chia thành sáu huyện. Đảo chính nằm cách 2 km (1¼ miles) về phía bắc của xích đạo. Đảo có chiều dài hướng bắc-nam là 48 km (30 mi) và rộng theo chiều đon-tây là 32 km (20 mi). Đỉnh cso nhất trên đảo là Pico de São Tomé với cao độ 2.024 m (6.639 ft), thủ đô São Tomé, nằm ở bờ biển phía đông bắc của đảo. Thành phố gần nhất tại lục địa châu Phi là thành phố cảng Port Gentil tại Gabon, cách đó 240 km (150 mi) về phía đông.

## Ngôn ngữ
Ngôn ngữ chính của đảo là tiếng Bồ Đào Nha, song có nhiều người nói tiếng Forro và tiếng Angolar (Ngola), hai ngôn ngữ Creole dựa trên cơ sở tiếng Bồ Đào Nha.

## Địa chất
Toàn bộ hòn đảo São Tomé là một núi lửa hình khiên khổng lồ nổi lên từ đáy của Đại Tây Dương, trên 3.000 m (10.000 ft) dưới mực nước biển. Nó được hình thành dọc theo tuyến Cameroon, một tuyến gồm các núi lửa kéo dài từ tây nam Cameroon đến Đại Tây Dương. Hầu hết dung nham phun trào tại São Tomé trên triệu năm qua tạo thành bazan. Đá trẻ nhất trên đảo có khoảng 100.000 năm tuổi, nhưng nhiều bọt đá gần đây được tìm thấy ở phía đông nam của đảo.

## Môi trường và kinh tế
Các sườn núi cao của hòn đảo được rừng bao phủ và là một phần của Vườn quốc gia Obo, nông nghiệp là ngành quan trong gần bờ biển phía bắc và đông. Các nông sản xuất khẩu chính bao gồm cacao, cà phê, cùi dừa khô, và các sản phẩm từ cọ, ngoài ra đảo cũng có ngành đánh cá.
Có trữ lượng dầu lớn tại vùng biển giữa Nigeria và São Tomé. Phát hiện này gây nên một số quan ngại về sự ổn định chính trị của đất nước cũng như môi trường tự nhiên. Trong nỗ lực đáp lại các lo ngại, chính phủ São Tomé và Príncipe đã soạn thảo các điều liệt để đảm bảo sử dụng hiệu quả và công bằng các nguồn thu từ dầu theo thời gian.

## Thị trấn và làng
| - Agua-Coco - Agua Ize - Alice - Alto Douro - Andrade - Bela Vista - Blublu - Bom Successo - Buenos Aires - Dona Augusta - Dona Eugenia - Enjale |  | - Formiga - General Fonseco - Graça - Granja - Guadalupe - Guegue Norte - Henrique - Java - Lemos - Mbombo - Mbondi - Monte Café |  | - Monte Herminios - Monte Rosa - Neves - Nova Olinda - Nzumbi - Plato Café - Ponta Figo - Portinho - Porto Alegre - Preserverança - Quimpo - Ribeira Afonso |  | - Santa Catarina - Santa Clotilde - Santa Cruz - Santa Josefina - Santana - Santo António - São João dos Angolares - São José - São Tomé - Saudade - Trindade - Ubabundo? |